# A. Hays Town
A. Hays Town (Crowley (Louisiana), 17 juni 1903 - 6 januari 2005) was een Amerikaans architect. Hij was zeer invloedrijk in de staten Louisiana en Mississippi.

## Carrière

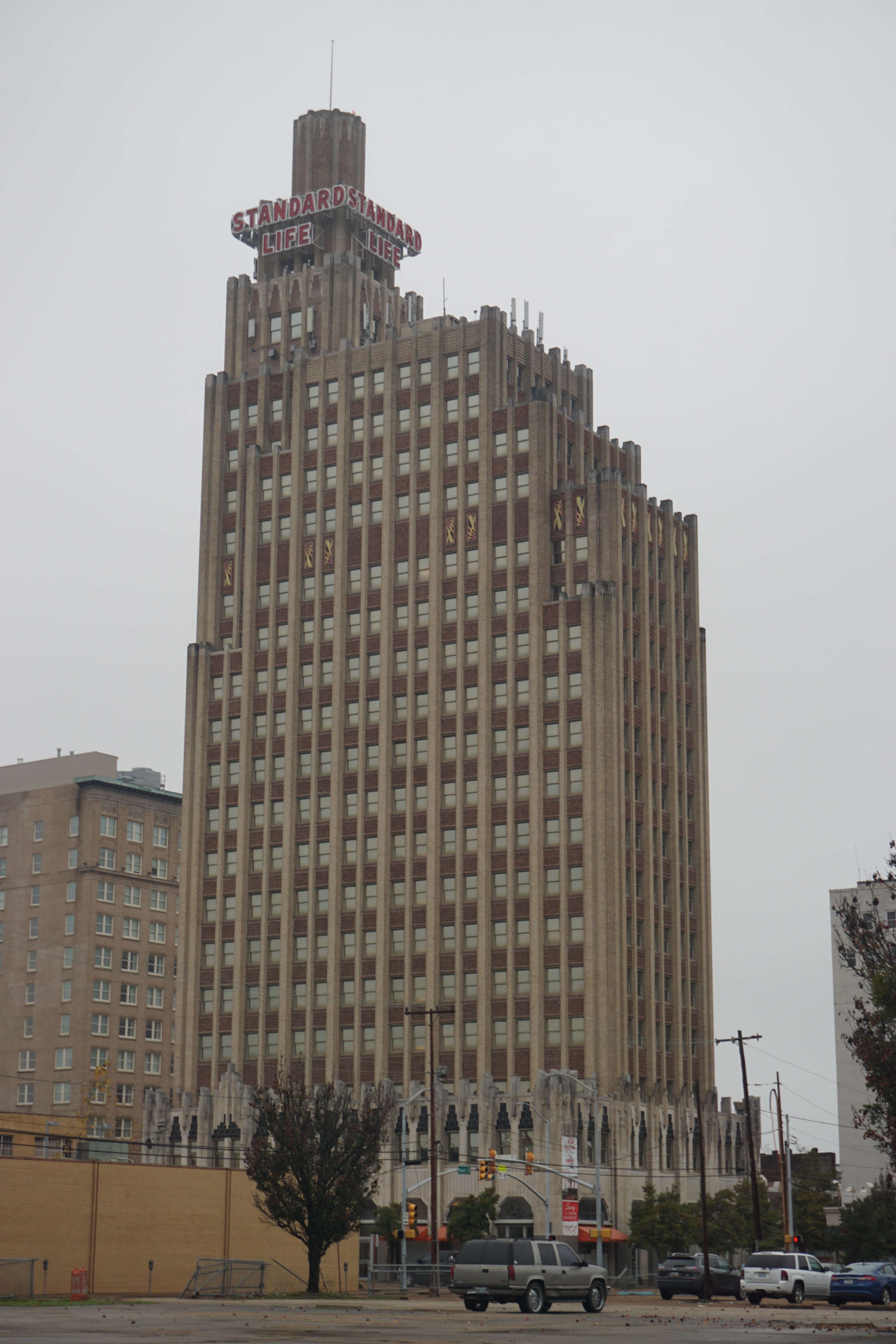
Standard Life Building in Jackson (Mississippi)

Hays Town groeide op in Crowley en Lafayette, waarheen zijn familie was verhuisd toen hij zeven was. Hij studeerde voor ingenieur aan de Southwestern Louisiana Institute in Lafayette en voor architect aan de Tulane University in New Orleans. Hij studeerde af in 1926 en ging aan het werk in het architectenkantoor van N. W. Overstreet in Jackson (Mississippi). Onder invloed van Overstreet begon Hays Town modernistische elementen in zijn ontwerpen te verwerken. Hij tekende voor het Standard Life Building in Jackson dat in art decostijl is gebouwd. Tegen de jaren 30 was hij partner in het kantoor van Overstreet geworden en ze ontwierpen talrijke publieke gebouwen, beïnvloed door de internationale, modernistische stromingen: Bailey Junior High School in Jackson, Columbia High School en Church Street Elementary School in Tupelo, en Iberia Parish Courthouse. 
In 1939 vestigde Hays Town zich in Baton Rouge en begon een eigen architectenbureau, dat na de Tweede Wereldoorlog het grootste van Louisiana werd. Hij ontwierp het Union Federal Savings and Loan building, Capitol High School, en het Louisiana Department of Highways Office building, alle in Baton Rouge. Hij keerde stilaan terug naar een meer traditionele stijl: Vermillion Parish Courthouse en Episcopal Church of the Ascension in Lafayette, en het Baptist Student Union Building op de campus van Louisiana State University.
Vanaf de jaren 60 bouwde hij zijn architecturenbureau af en legde hij zich toe op het ontwerpen van private woningen en baseerde zich hierbij op de traditionele bouwstijl van Louisiana en Mississippi. Hij hergebruikte oude materialen en koos van eigenzinnige kleuren, ruime kamers met eclectisch meubilair, woonruimtes aan de buitenkant van de woning en grote landschapstuinen. Hays Town bleef werken tot na zijn negentigste verjaardag.